# Žiga Lavrič
Žiga Lavrič, slovenski politik, * ?.
Med 10. oktobrom 2005 in 30. oktobrom 2008 je bil državni sekretar Republike Slovenije na Ministrstvu za finance Republike Slovenije.